# Curt Hennig
Curtis Michael Hennig (n. 28 martie 1958, Robbinsdale⁠(d), Minnesota, SUA – d. 10 februarie 2003, Tampa, Florida, SUA), mai cunoscut sub numele de luptă Curt Hennig, a fost  un wrestler american care a luptat în WWF și în WCW. În WCW a fost membru The Four Horsemen și New World Order (nWo). A activat și sub numele de scenă "Mr. Perfect". El a fost fiul wrestlerului Larry Hennig și tatăl actualului wrestler WWE, Curtis Axel.
Hennig a primit post-mortem în 2007 distincția WWE Hall of Fame.

## Viața personală și moartea
Hennig a fost căsătorit cu Leonice Leonard și a avut patru copii. În 2003, la vârsta de 44 de ani, a fost găsit mort într-o cameră de hotel din Tampa, Florida. Cauza morții a fost stabilită în mod oficial. Conform raportului medicului legist care s-a ocupat de acest caz, Hennig a decedat din cauza unei intoxicații acute cu cocaină. Medicul a declarat și că steroizii și analgezicele au contribuit, de asemenea, la moartea wrestlerului.